# Broadclyst
Broadclyst är en by i Broad Clyst civil parish i East Devon, Devon, England. Byn är belägen 7,7 km 
från Exeter. Orten har 1 483 invånare (2015). Byn nämndes i Domedagsboken (Domesday Book) år 1086, och kallades då Clistone/Clistona.